# Noxolo Cesane
Noxolo Cesane (* 11. Oktober 2000 in Westkap) ist eine südafrikanische Fußballspielerin.

## Karriere

### Klub
Bis Sommer 2021 spielte sie in den USA für die College-Mannschaft der East Tennessee State Buccaneers. Danach kehrte sie wieder in ihr Heimatland zurück, um dort für die Mannschaft der University of Western Cape zu spielen.
Ihre erste Station bei einem Klub war schließlich in Frankreich, wo sie ab September 2022 für Stade de Reims auflief. Hier kam sie bis Jahresende jedoch nur größtenteils zu Kurzeinsätzen. Bereits zu Februar 2023 verließ sie Reims dann aber schon wieder. Seitdem spielt sie in Mexiko bei Tigres Femenil.

### Nationalmannschaft
Mit der A-Nationalmannschaft nahm sie am Afrika-Cup 2022 teil und wurde hier in allen Partien des Turniers, bis auf das letzte Gruppenspiel eingesetzt. In den beiden ersten Partien der Gruppenphase bereitete sie zudem noch jeweils pro Spiel ein Tor per Assist vor. Am Ende erreichte sie mit ihrer Mannschaft das Finale und obsiegte hier über die Mannschaft von Marokko, womit das Team erstmals in ihrer Geschichte Afrikameister wurde. Damit qualifizierten sich diese schließlich auch für die Weltmeisterschaft 2023.